# Монастирок (Чортківський район)
Монастиро́к — село в Україні, Тернопільська область, Чортківський район, Більче-Золотецька сільська громада. (до 1992 року Міжгір'я). Розташоване на річці Серет, на півдні району.
У радянські часи було перейменоване на Міжгір'я. Підпорядковувалося Більче-Золотецькій сільраді.
Населення — 205 осіб (2017).

## Географія
Село Монастирок розташоване на лівому березі річки Серет, вище за течією на відстані 3 км розташоване село Більче-Золоте, нижче за течією на відстані 4 км розташоване село Голігради, на протилежному березі — село Блищанка. 
Село знаходиться на відстані 386 км від Києва, 93 км — від обласного центру міста Тернополя та 15 км від міста Борщів.

## Історія
Поблизу Монастирка виявлено археологічні пам'ятки пізнього палеоліту, ранньої залізної доби, черняхівської та давньоруської культур.
Перша писемна згадка — 1600 року, коли польські маґнати Потоцькі заснували монастир; збереглися руїни (нині триває відбудова).
Діяли «Просвіта» та інші товариства.
До 19 липня 2020 р. належало до Борщівського району.
З 12 вересня 2016 р. належить до Більче-Золотецької сільської громади.

## Населення
За переписом населення України 2001 року в селі мешкали 263 особи. 100 % населення вказало своєю рідною мовою українську мову.

## Пам'ятки

Давнє печерне святилище

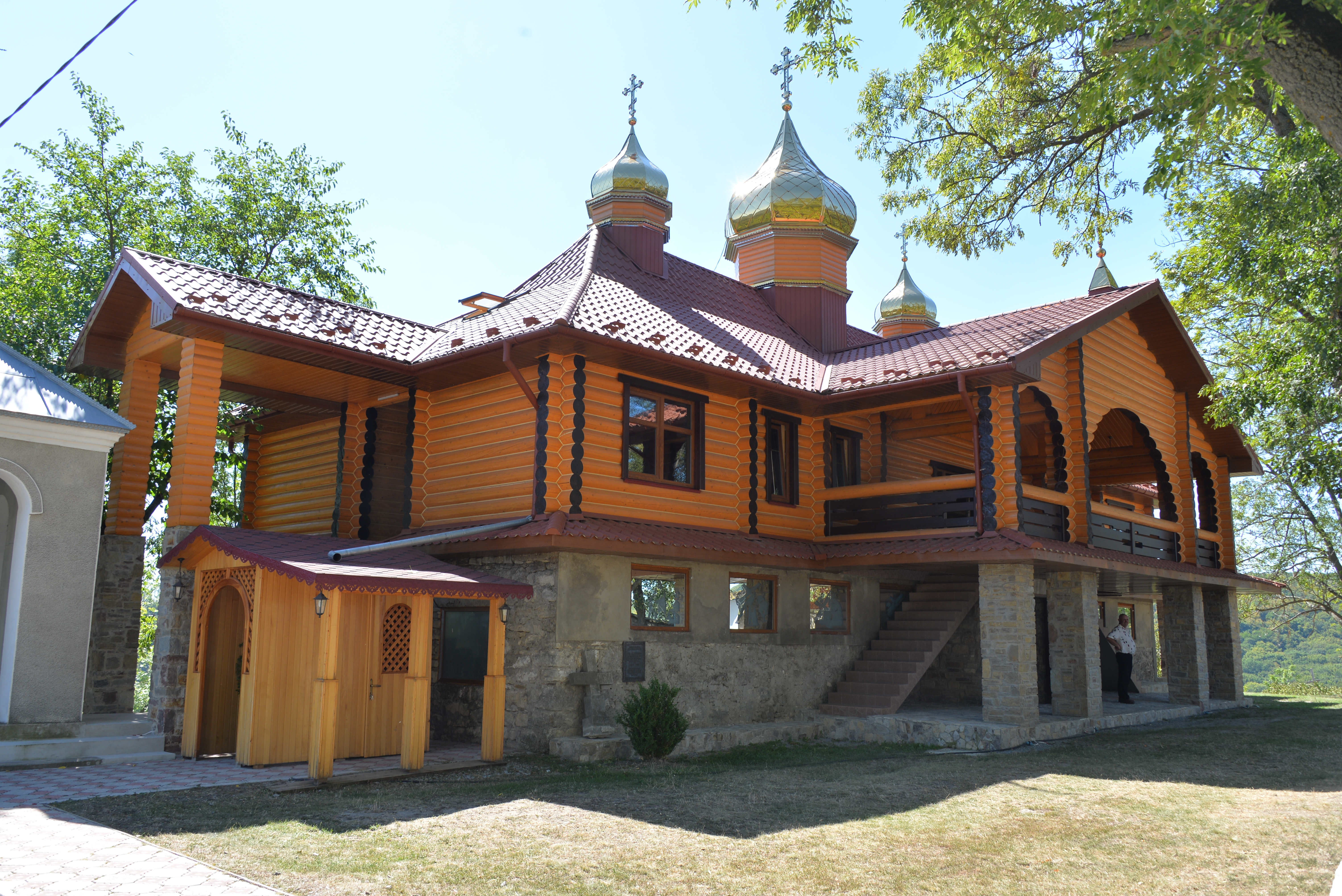
Келії монастиря

- Церква Воздвиження Чесного Хреста Господнього (18 ст.; у ній зберігається чудотворна ікона Матері Божої),
- символічна Хресна дорога.
- Пам'ятка природи місцевого значення печера «Язичницька» (печера-храм дохристиянського часу, довжиною 28 м, пл. 50 м²), поблизу якої розташований язичницький жертовник.

## Освіта
Працюють загальноосвітня школа І ступеня, бібліотека.

## Культура

### Народна культура
Село розташоване у етнографічному регіоні Західне Поділля. У селі є особливий вид жіночої сорочки - перегинкова сорочка, що за способом крою є сорочкою без плечових швів.

## Світлини

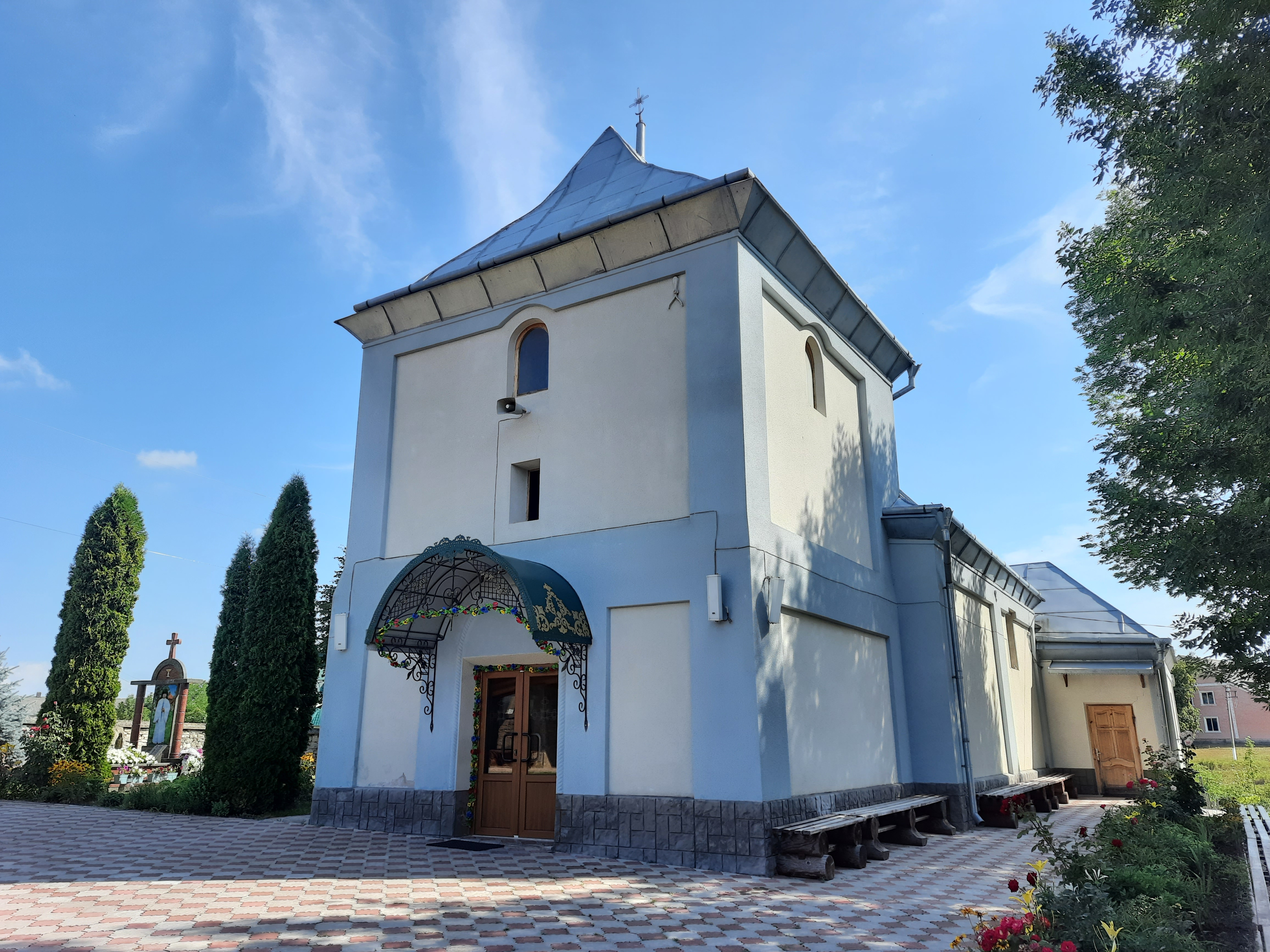
Церква Воздвиження Чесного Хреста (18 ст.)
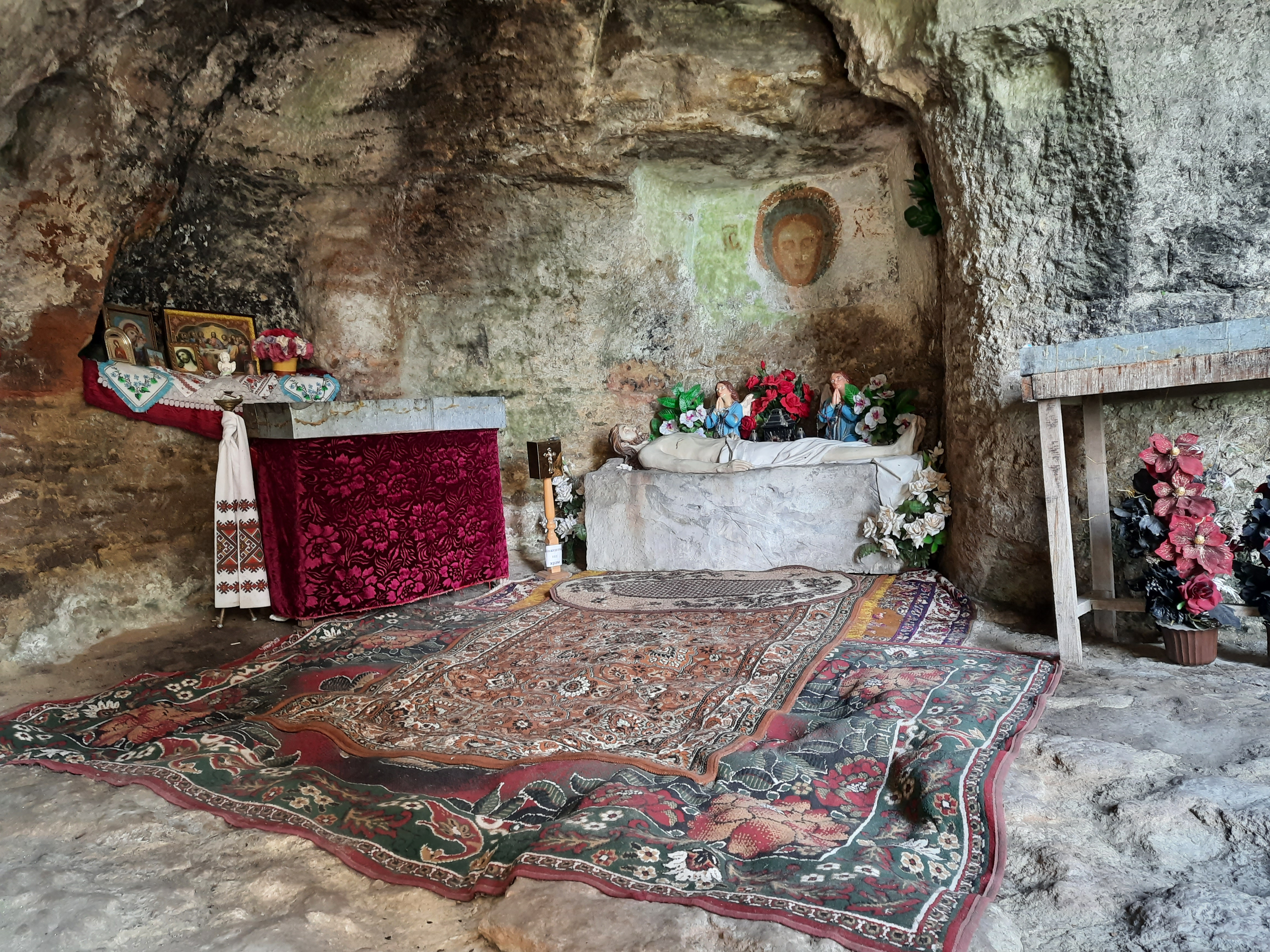
Печерна келія
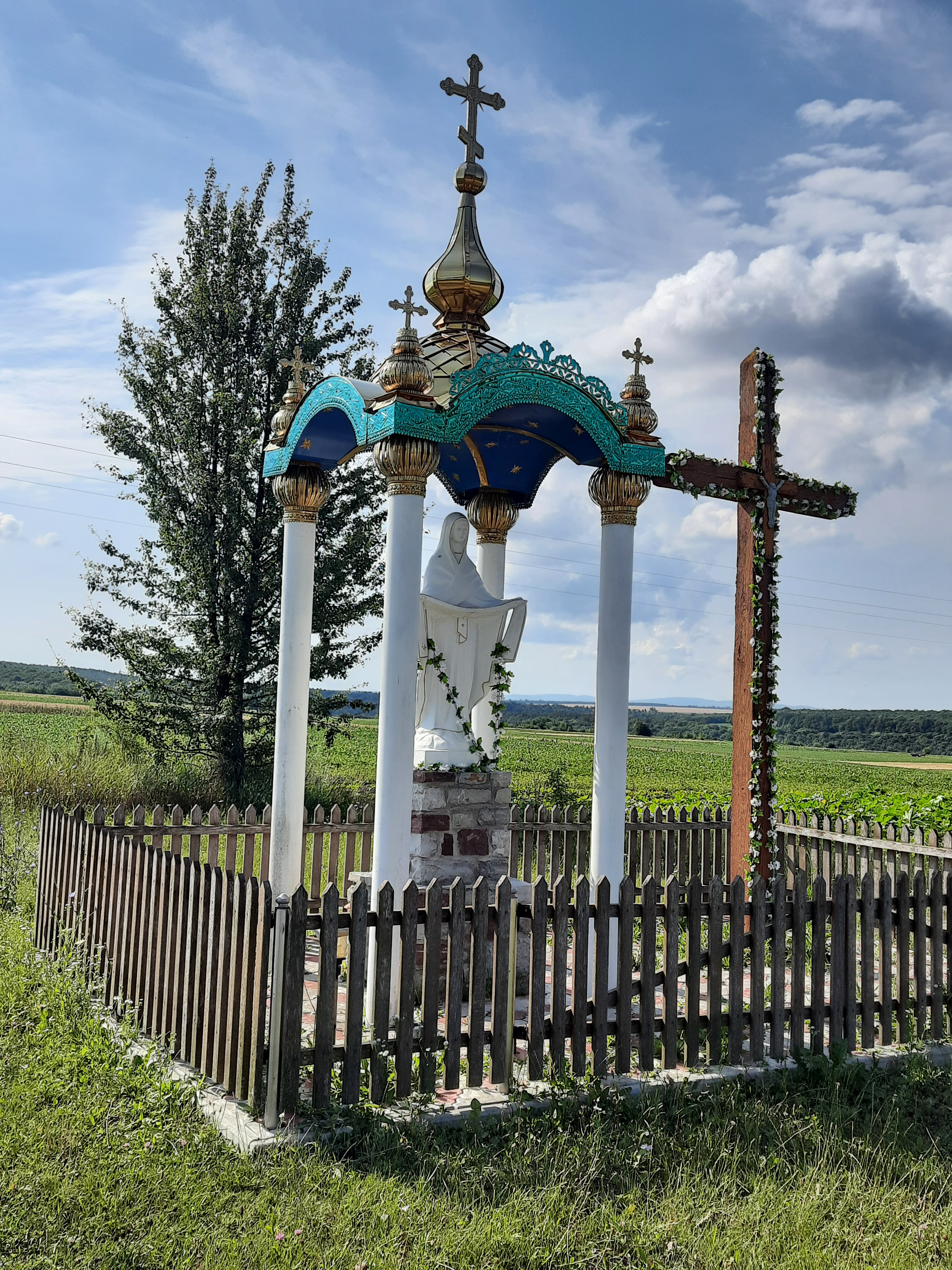
Статуя Божої Матері на околиці села
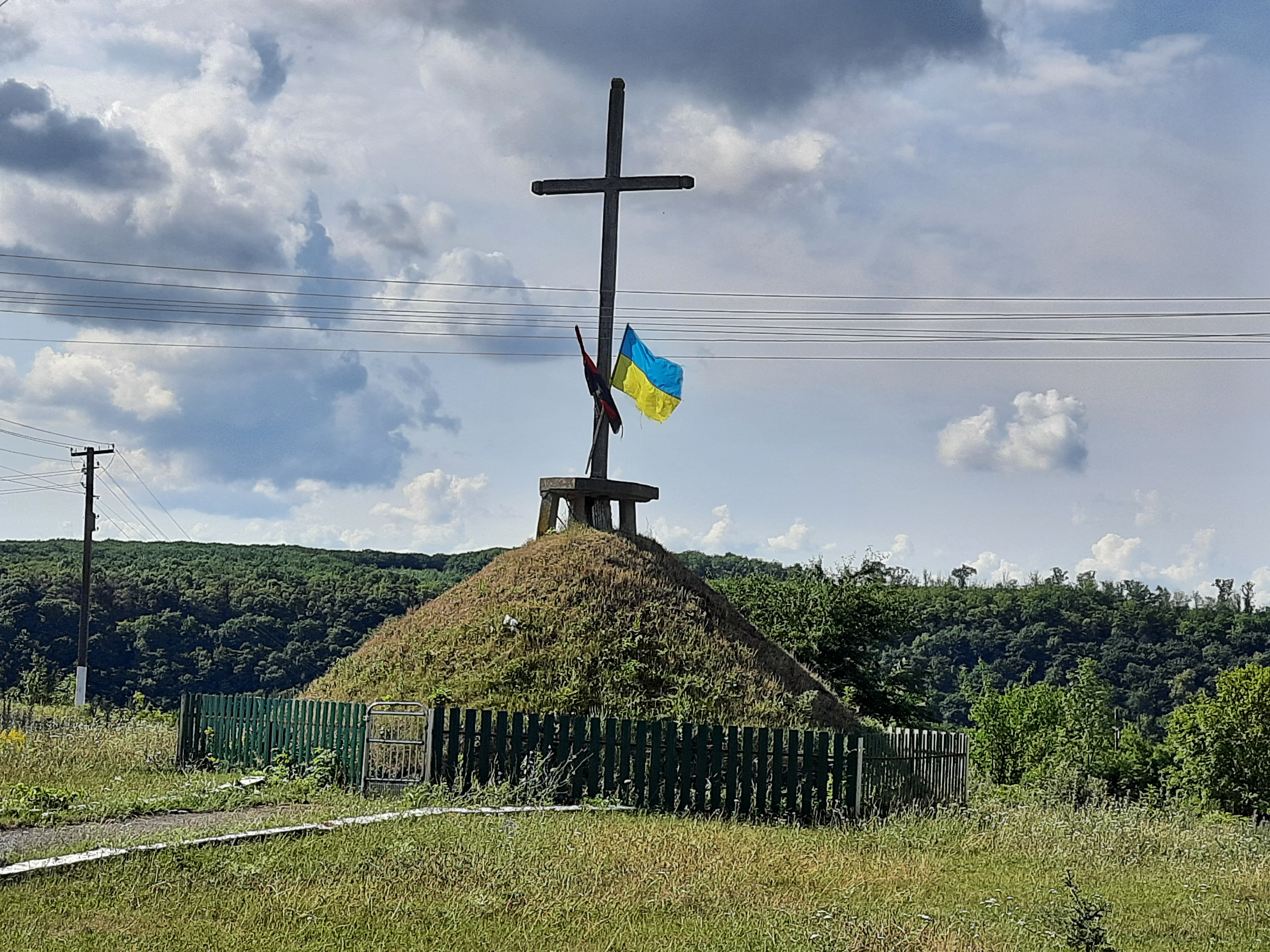
Символічна могила Борцям за волю України
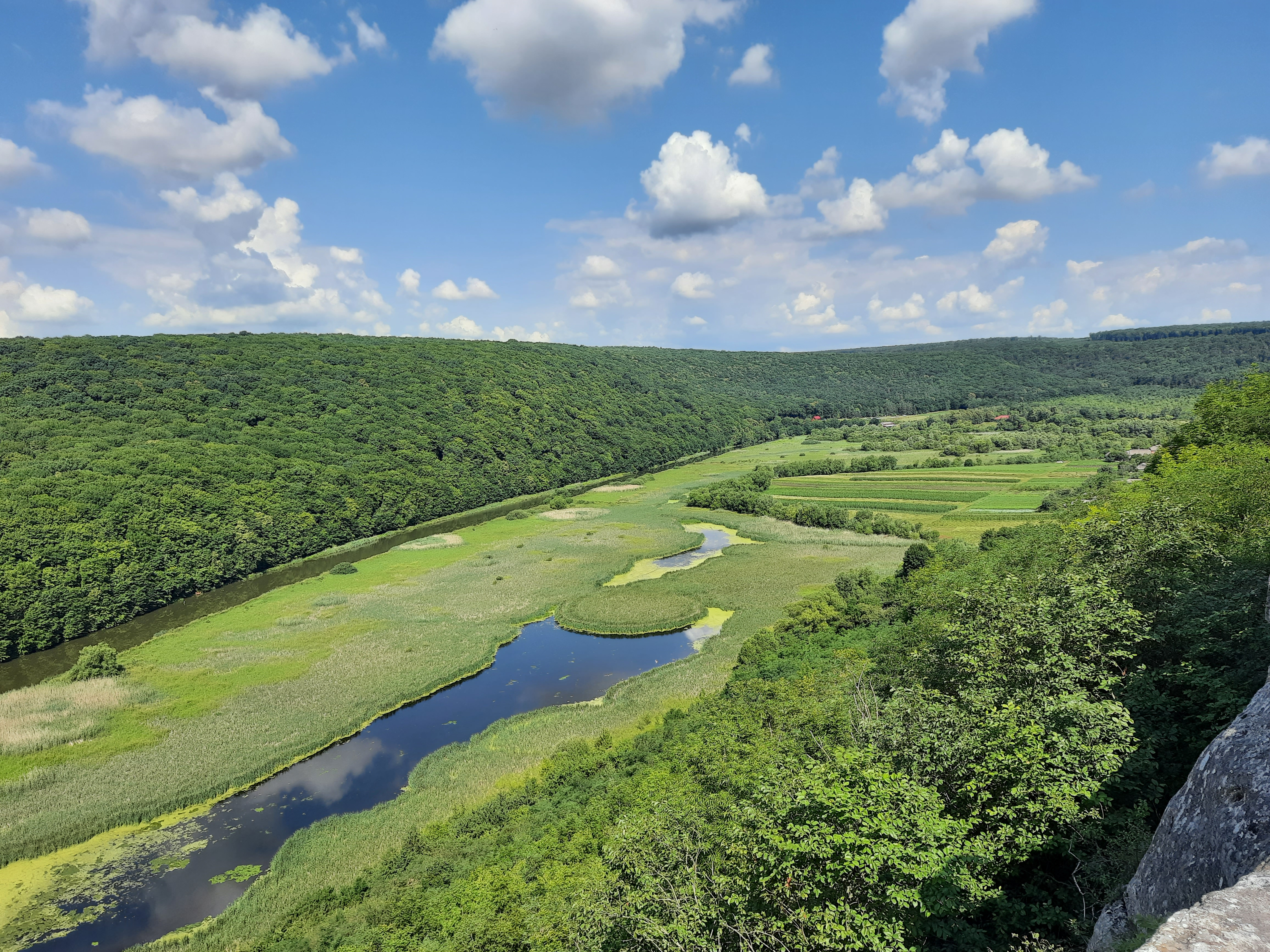
Вигляд на річку Серет.